# Heterusia pyriformis
Heterusia pyriformis là một loài bướm đêm trong họ Geometridae.